# Automolius pictus
Automolius pictus är en skalbaggsart som beskrevs av Blackburn 1906. Automolius pictus ingår i släktet Automolius och familjen Melolonthidae. Inga underarter finns listade.